# Waverley Cars

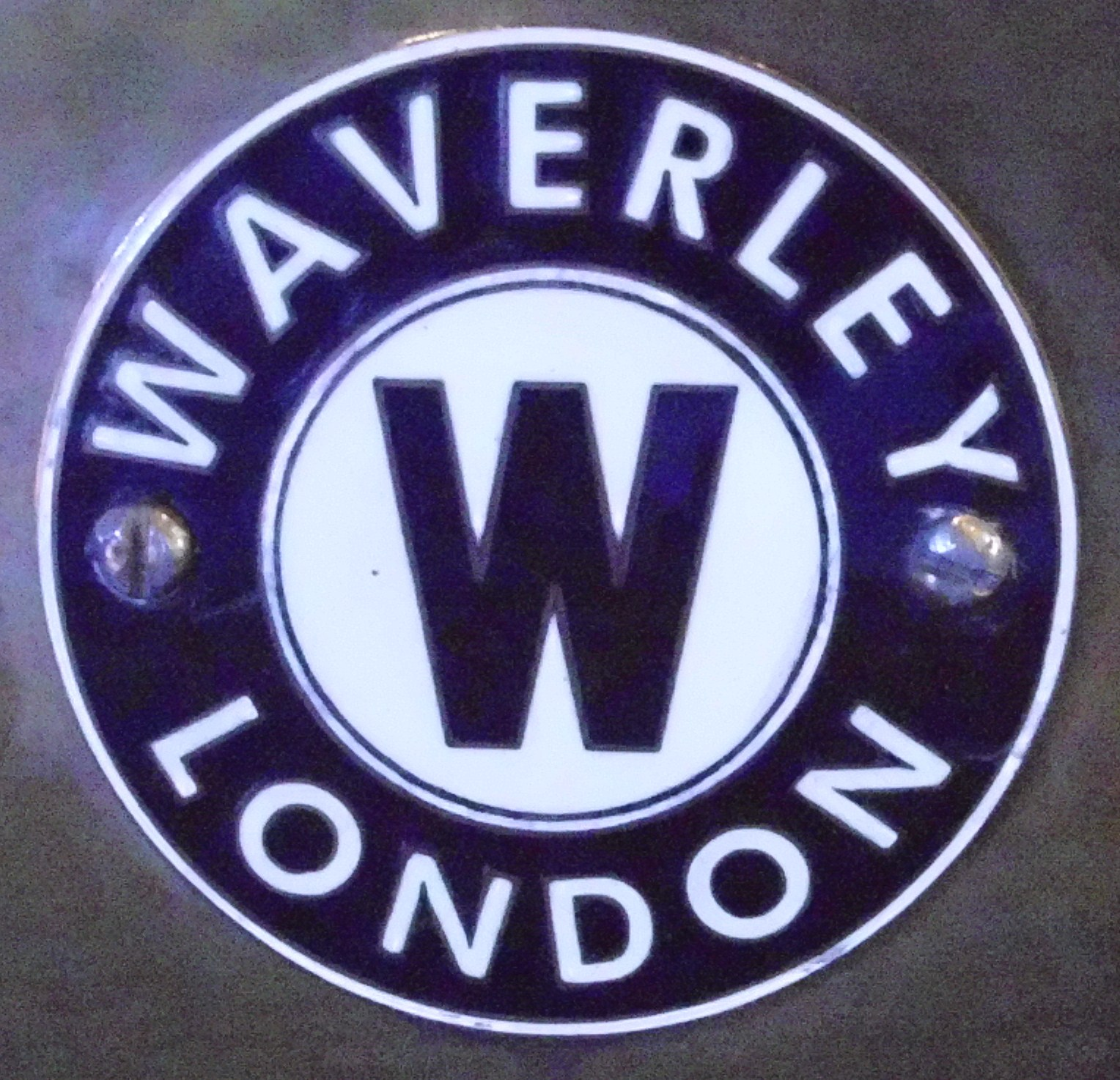
Emblem

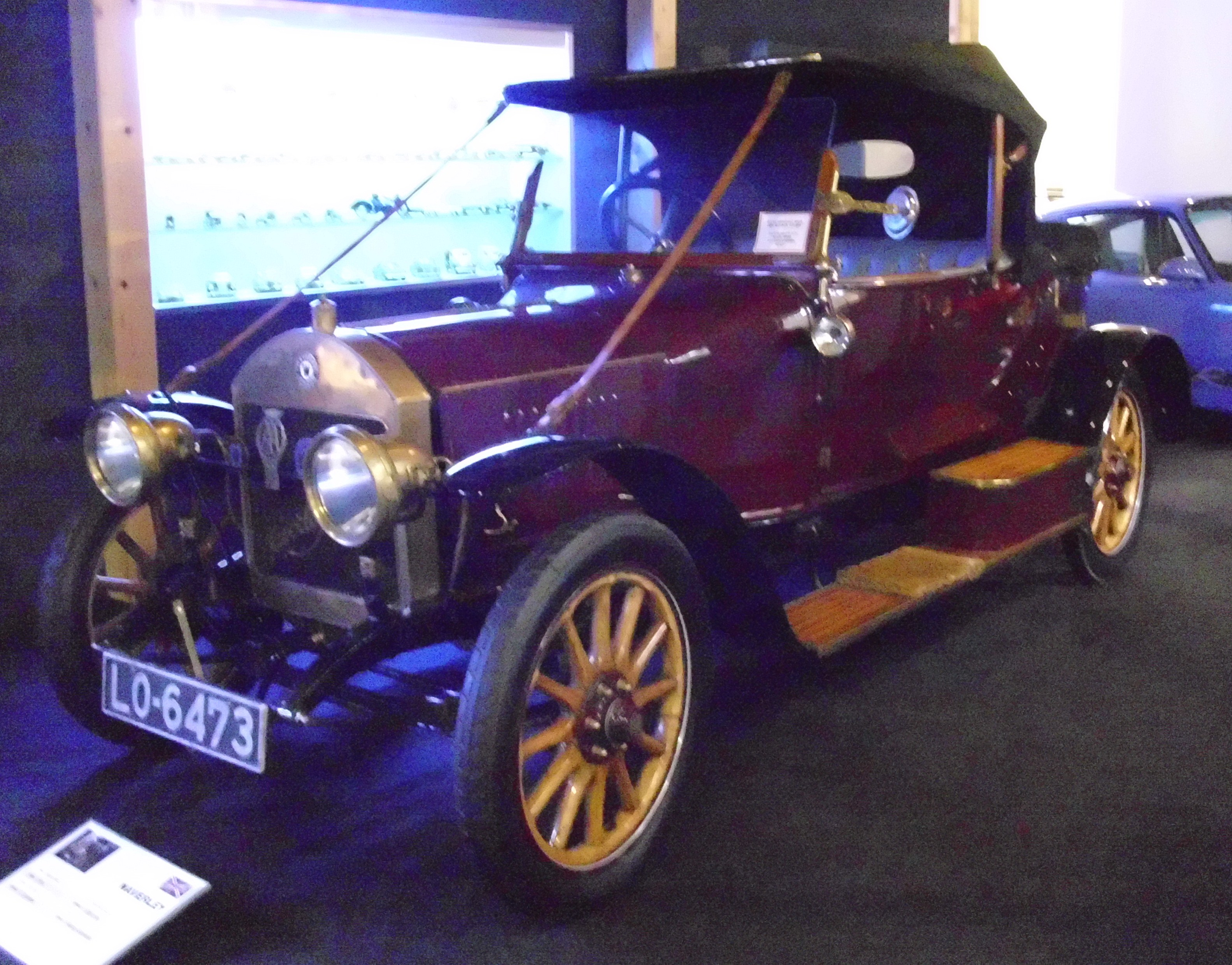
Waverley von 1915 …

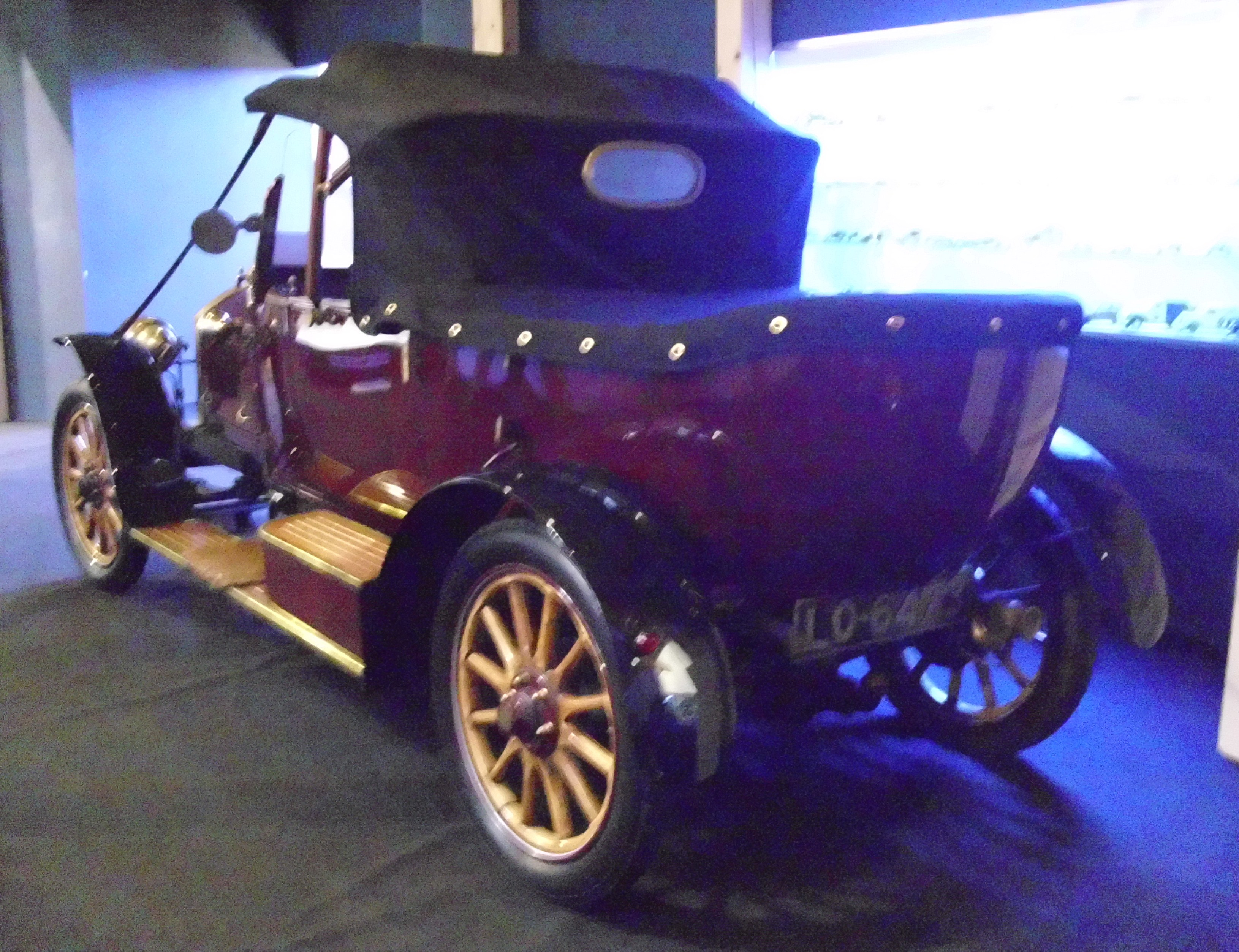
… mit ungewöhnlicher Karosserieform

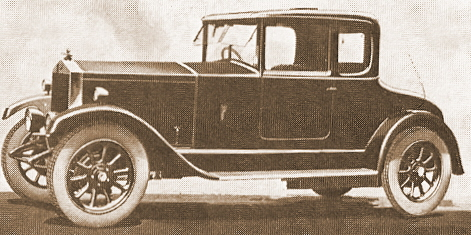
Waverley 16/15 hp (1926)

Die Waverley Cars Ltd. war ein britischer Automobilhersteller, der von 1910 bis 1934 in London ansässig war.

## Beschreibung
1910 erschien der erste Waverley, ein 9 hp mit V2-Motor. Bereits im Folgejahr wurde dieser Wagen vom 10 hp mit Reihenvierzylinder abgelöst. Bis 1916 entstanden eine ganze Reihe von Mittelklassewagen mit unterschiedlichen Vierzylindermotoren, allerdings nie in großer Zahl.
Nach dem Ersten Weltkrieg tauchte 1920 wieder ein Sports-Modell auf, das im Wesentlichen den Vorkriegskonstruktionen entsprach. In der ersten Hälfte der 1920er-Jahre folgten, wie vor dem Krieg, eine Reihe von Mittelklassemodellen mit unterschiedlichen Motoren. Der 1922 und 1924 angebotene 12 hp hatte sogar einen Schiebermotor. 1925 folgte der 7 hp mit Zweizylinder-Reihenmotor und 1926 der einzige Sechszylinder 16/15 hp.
Keines dieser Modelle erreichte nennenswerte Fertigungszahlen. Der 16/15 hp wurde in jedem Falle noch bis 1928 gebaut, einzelne Exemplare scheinen noch bis 1934 angeboten worden zu sein.
In den 1920er-Jahren entstanden zahlreiche Aufbauten für Waverley bei dem Karosseriebauunternehmen Carlton Carriage Company, dessen Werkstätten sich zeitweise auf dem Waverley-Werksgelände befanden.
Ein Fahrzeug ist im Oldtimermuseum Koller Heldenberg in Heldenberg ausgestellt.

## Modelle
| Modell           | Bauzeitraum | Zylinder | Hubraum       | Radstand     |
| ---------------- | ----------- | -------- | ------------- | ------------ |
| 9 hp             | 1910–1911   | 2 V      |               |              |
| 10 hp            | 1911–1912   | 4 Reihe  | 1460 cm³      | 2438 mm      |
| 10/12 hp         | 1913–1916   | 4 Reihe  | 1728 cm³      | 2794 mm      |
| 12/14 hp         | 1913        | 4 Reihe  | 2120 cm³      | 2794 mm      |
| 12/15 hp         | 1914        | 4 Reihe  | 1847–2120 cm³ | 2794–2921 mm |
| 10 hp            | 1915        | 4 Reihe  | 1526 cm³      |              |
| 12 hp            | 1915        | 4 Reihe  | 1831 cm³      | 2921 mm      |
| 12 hp            | 1915–1916   | 4 Reihe  | 2275 cm³      | 3048 mm      |
| Sports           | 1920–1921   | 4 Reihe  | 2305 cm³      | 3048 mm      |
| 12 hp            | 1922        | 4 Reihe  | 1496 cm³      | 2743 mm      |
| 10/15 hp + 11 hp | 1922        | 4 Reihe  | 1505 cm³      | 2515–2743 mm |
| 11 hp            | 1923        | 4 Reihe  | 1645 cm³      | 2515 mm      |
| 12 hp            | 1923        | 4 Reihe  | 1496 cm³      | 2743 mm      |
| 15 hp            | 1923        | 4 Reihe  | 2304 cm³      | 3048 mm      |
| 12 hp            | 1924        | 4 Reihe  | 1496 cm³      | 2794 mm      |
| 7 hp             | 1925        | 2 Reihe  | 901 cm³       | 2477 mm      |
| 16/15 hp         | 1926–1934   | 6 Reihe  | 1991 cm³      | 3048 mm      |

## Quelle
- David Culshaw & Peter Horrobin: The Complete Catalogue of British Cars 1895–1975. Veloce Publishing plc. Dorchester (1999). ISBN 1-874105-93-6